# Hiper
Hiper A/S er en dansk internetudbyder, der blev grundlagt i 2015 og som siden november 2018 har været ejet af Nuuday. I 2023 havde virksomheden en nettoomsætning på 314,5 millioner kroner og beskæftigede cirka 100 medarbejdere.
Virksomheden blev stiftet og ledet af Nicolai Lamborg, Stig Myken og Simon Skals, der alle havde erfaring fra telebranchen. Deres mål var at tilbyde billige bredbåndsforbindelser via både fiber-, kabel-tv- og fastnettet. Fiberopkoblingerne blev tilbudt på TDC's fibernet i hovedstadsområdet, som tidligere var ejet af DONG, og som mere end 100.000 husstande har adgang til.
I oktober 2018 meddelte det daværende TDC Group (i dag Nuuday), at selskabet havde købt Hiper. På det tidspunkt havde Hiper 47.000 kundeforhold. Hiper er efter opkøbet forblevet et selvstændigt aktieselskab med eget kontor i Adelgade i det centrale København.
Hiper har i en årrække givet underskud, og virksomheden har således aldrig betalt selskabsskat.